# Aeroportul Birao
Aeroportul Birao (IATA: IRO, ICAO: FEFI) este un aeroport din Republica Centrafricană ce deservește zona Birao. A fost numit după zona deservită.
Situat la o altitudine de 517 m, aeroportul dispune de o singură pistă.